# Ankarsvik BK
Ankarsvik BK var en svensk innebandyklubb från Alnö som bildades 1986. Både klubbens herrar och damer spelade som högst i division 1. 2018 slogs klubben ihop med IBK Sundsvall och bildade Sundsvall FBC.